# Whitfield Diffie
Bailey Whitfield Diffie (Washington, D.C., 1944) is een Amerikaans wiskundige en informaticus. Hij is gespecialiseerd in de cryptografie en is vooral bekend van het Diffie-Hellman-sleuteluitwisselingsprotocol. Hiervoor ontving hij in 2015 samen met Martin Hellman de prestigeuze Turing Award.
Diffie studeerde wiskunde (BSc) aan het Massachusetts Institute of Technology. Hij werkte gedurende lange tijd voor Northern Telecom (1978-1991) en Sun Microsystems (1991-2009). Daarnaast was hij verbonden aan de Stanford-universiteit en aan Royal Holloway, University of London, waarvan hij tevens een eredoctoraat ontving.
1966: Alan J. Perlis ·
1967: Maurice V. Wilkes ·
1968: Richard Hamming ·
1969: Marvin Minsky ·
1970: J.H. Wilkinson ·
1971: John McCarthy ·
1972: Edsger Dijkstra ·
1973: Charles W. Bachman ·
1974: Donald E. Knuth ·
1975: Allen Newell, Herbert Simon ·
1976: Michael Rabin, Dana S. Scott ·
1977: John Backus ·
1978: Robert W. Floyd ·
1979: Kenneth E. Iverson ·
1980: Tony Hoare ·
1981: Edgar F. (Ted) Codd ·
1982: Stephen A. Cook ·
1983: Ken Thompson, Dennis M. Ritchie ·
1984: Niklaus Wirth ·
1985: Richard M. Karp ·
1986: John Hopcroft, Robert Tarjan ·
1987: John Cocke ·
1988: Ivan Sutherland ·
1989: William Kahan ·
1990: Fernando J. Corbató ·
1991: Robin Milner ·
1992: Butler Lampson ·
1993: Juris Hartmanis, Richard E. Stearns ·
1994: Edward Feigenbaum, Raj Reddy ·
1995: Manuel Blum ·
1996: Amir Pnueli ·
1997: Douglas Engelbart ·
1998: Jim Gray ·
1999: Frederick P. Brooks, Jr. ·
2000: Andrew Chi-Chih Yao ·
2001: Ole-Johan Dahl, Kristen Nygaard ·
2002: Ron Rivest, Adi Shamir, Leonard M. Adleman ·
2003: Alan Kay ·
2004: Vinton G. Cerf, Robert E. Kahn ·
2005: Peter Naur ·
2006: Frances E. Allen ·
2007: Edmund M. Clarke, E. Allen Emerson, Joseph Sifakis ·
2008: Barbara Liskov ·
2009: Charles Thacker ·
2010: Leslie Valiant ·
2011: Judea Pearl ·
2012: Shafi Goldwasser, Silvio Micali ·
2013: Leslie Lamport ·
2014: Michael Stonebraker ·
2015: Martin Hellman, Whitfield Diffie ·
2016: Tim Berners-Lee ·
2017: John L. Hennessy, David Patterson ·
2018: Yoshua Bengio, Geoffrey Hinton, Yann LeCun ·
2019: Patrick M. Hanrahan, Edwin E. Catmull ·
2020: Alfred Aho, Jeffrey Ullman ·
2021: Jack Dongarra ·
2022: Robert Metcalfe ·
2023: Avi Wigderson